# Opal Whiteley
Opal Whiteley, née le 11 décembre 1897 à Colton dans l'État de Washington et morte le 16 février 1992 à Napsbury Park (en) dans le comté d'Hertfordshire en Angleterre, est un écrivain, naturaliste et scientifique américain.

## Biographie
Opal Whiteley est un écrivain, une naturaliste et une scientifique américaine. Son journal intime, The Story of Opal, a été publié pour la première fois en 1920. La jeune femme y affirme avoir été adoptée par les Whiteley et prétend être en réalité la fille naturelle du prince Henri d'Orléans (1867-1901), lui-même fils de Robert d'Orléans (1840-1910), duc de Chartres.
L'origine d'Opal et la véracité de ce journal ont été contestées tout au long de sa vie, et continuent à l'être aujourd'hui. Ceux qui la contredisent prétendent qu'elle se nomme Irene Opal Whiteley, qu'elle est née à Colton, dans l'État de (Washington), et qu'elle est le premier enfant d'Ed et de Lizzie Whiteley.
Elle a été inhumée sous le nom de « Françoise de Bourbon-Orléans ».

## Sources
- Katherine Beck, Opal: A Life of Enchantment, Mystery, and Madness, NY: Viking, 2003.